# نادي بلدية آكهيسار سبور
نادي بلدية آكهيسار سبور نادي تركي يلعب في دوري السوبر التركي. تأسس عام 1970.